# IAAF Golden League 2000
La IAAF Golden League 2000 è stata la III edizione della IAAF Golden League, circuito internazionale di meeting di atletica leggera organizzato annualmente dalla IAAF dal 1998 al 2009, facente parte del circuito di meeting IAAF Grand Prix (dal 1998 al 2005) divenuto poi IAAF World Athletics Tour (dal 2006 al 2009).

## Calendario
| # | Meeting                     | Città      | Nazione  | Data         |
| - | --------------------------- | ---------- | -------- | ------------ |
| 1 | Meeting Gaz de France       | Parigi     | Francia  | 23 giugno    |
| 2 | Golden Gala                 | Roma       | Italia   | 30 giugno    |
| 3 | Bislett Games               | Oslo       | Norvegia | 28 luglio    |
| 4 | Herculis                    | Montecarlo | Monaco   | 4 agosto     |
| 5 | Weltklasse Zürich           | Zurigo     | Svizzera | 18 agosto    |
| 6 | Memorial Van Damme          | Bruxelles  | Belgio   | 25 agosto    |
| 7 | Internationales Stadionfest | Berlino    | Germania | 1º settembre |

## Vincitori del jackpot
| Anno | Vincitore              | Gara                   | Premio                    |
| ---- | ---------------------- | ---------------------- | ------------------------- |
| 2000 | Hicham El Guerrouj (2) | 1500 m/mile            | Lingotto d'oro da 12,5 kg |
| 2000 | Maurice Greene         | 100 m                  | Lingotto d'oro da 12,5 kg |
| 2000 | Trine Hattestad        | Lancio del giavellotto | Lingotto d'oro da 12,5 kg |
| 2000 | Tatyana Kotova         | Salto in lungo         | Lingotto d'oro da 12,5 kg |